# Врановина (Босански Петровац)
Врановина је насељено мјесто у Босни и Херцеговини, у општини Босански Петровац, које административно припада Федерацији Босне и Херцеговине. Према попису становништва из 1991. у насељу је живјело 274 становника.

## Географија
Село је смјештено на обронцима Грмеча. Познато је по томе што је клима веома оштра.

## Историја
Током 20. века становништво се углавном исељавало из места - највише у Војводину.

## Становништво
| Националност       | 1991. | 1981. | 1971. | 1961. |
| Срби               | 272   | 312   | 511   |       |
| Југословени        | 1     |       |       |       |
| остали и непознато | 1     |       | 1     |       |
| Укупно             | 274   | 312   | 512   | '     |

| Демографија | Демографија | Демографија |
| Година      | Становника  | Становника  |
| ----------- | ----------- | ----------- |
| 1961.       | 613         |             |
| 1971.       | 512         |             |
| 1981.       | 312         |             |
| 1991.       | 274         |             |

### Презимена
Следећа презимена су из Врановине:
- Јевић
- Керкез
- Адамовић
- Сурла
- Бркић
- Бранковић
- Јеличић
- Радаковић
- Радишић
- Совиљ
- Врањеш

## Знамените личности
- Мирко Јевић Мића, пуковник Југословенске народне армије